# Titanic Museum Attraction
Titanic Museum Attraction est un musée situé à Branson dans le Missouri, au 76 Country Boulevard. C'est l'un des deux musées sur le thème du paquebot RMS Titanic appartenant à John Joslyn (qui a dirigé une expédition en 1987 vers la dernière demeure du Titanic) ; l'autre est situé à Pigeon Forge dans le Tennessee. Le musée détient 400 artefacts pré-découverte dans 20 galeries.

## Description
Les invités traversent l'iceberg artificiel pour entrer dans le musée et reçoivent un billet d'embarquement pour passagers, indiquant le nom d'un passager réel du Titanic et la classe dans laquelle le passager a voyagé. Au cours de la visite, les invités découvrent les histoires individuelles de plusieurs passagers. À la fin de la visite, les invités sont informés si leur détenteur de billet a survécu.
Comme le musée de Pigeon Forge, la principale caractéristique visuelle extérieure du musée est la maquette partielle du paquebot d'origine. La construction se compose de la moitié avant du navire, y compris ses deux premières cheminées.
Dans un épisode de 2017 de la série de la chaîne américaine Travel Channel, Ghost Adventures, le chasseur de fantôme Zak Bagans et l'équipage ont enquêté sur le musée en raison d'activités paranormales revendiquées qui ont apparemment été attribuées à de véritables reliques du naufrage.

## Galerie
|                   |
| L'entrée du musée |

|                   |
| Le Grand Escalier |

|                |
| La salle radio |

|                     |
| Salon de 1re classe |